# Camillo Tarquini
Camillo Tarquini, S.J., italijanski rimskokatoliški duhovnik in kardinal, * 27. september 1810, Marta, † 15. februar 1874, Rim.

## Življenjepis
27. avgusta 1837 je podal redovne zaobljube pri jezuitih.
22. decembra 1873 je bil povzdignjen v kardinala in imenovan za kardinal-diakona S. Nicola in Carcere.